# Poortgebouw van het Begijnhof (Amsterdam)
Het poortgebouw van het Begijnhof is een poortgebouw uit 1907 aan het Spui  in Amsterdam-Centrum dat onderdeel is van het Begijnhof.
Het heeft een oppervlakte van circa 70 m² en inclusief de opslagzolder vijf bouwlagen. Het geheel werd opgetrokken uit baksteen, hardsteen en zandsteen. De gang kent een welfconstructie die mede de bovenliggende woningen draagt. De vloer is van terrazzo. De etages hadden bij oplevering elk drie kamers met keuken. Bovenaan de gevel is een smeedijzeren hijsbalk te vinden in de vorm van een anker (het teken geloof, hoop en liefde) met daarin verwerkt 1907.
Het poortgebouw valt op omdat het het enige gebouw in de gevelwand is dat geen pleisterlaag heeft. De kant van het Spui kreeg een gevel van baksteen en zandsteen met boven de poort een beeld van Sint Ursula (beschermheilige van de begijnen), die onder haar mantel haar maagden beschermt. Er zijn daar ook lelies te zien. Het beeld wordt aan beide zijden geflankeerd door twee aan twee pilasters. Daaronder moest in een boog de naam van het hof uitgebeiteld worden, de arbeider beitelde Bagijnhof. De boog wordt afgesloten met twee koppen aan de weerszijden van de eikenhouten toegangsdeur. Het beeldhouwwerk is van de hand van Rien Hack, die met de architect samenwerkte. Hack beitelde voor de gang nog een kraaiende haan, een blaffende hond en een op klompen rennende jongen; zij waren niet welkom in het hofje onder een oude bepaling "Ter voorkominge van gedruisch op den Hof".
Het Begijnhof heeft naast het poortgebouw aan het Spui ook een ingang via een poort op de hoek Begijnensteeg / Gedempte Begijnensloot, nabij de Kalverstraat.

## Geschiedenis
Er was aan het Amsterdamse Spui al eeuwen een toegang tot het Begijnhof. Het diende voor een snellere doorstroom van bezoekers van de diensten in de kerk op het Begijnhof; de ingang aan de Kalverstraat kon de toevloed niet aan. Het is niet bekend waar deze toegangspoort zich exact bevond. George Hendrik Breitner heeft de situatie rond 1904 vastgelegd op foto.
Begin 20e eeuw werd geconstateerd dat ook dat poortje te smal was geworden. Bovendien zorgden trappetjes en dorpels voor ongemak. Samen met de hoofdingang aan de Kalverstraat werd daarom de ingang aan het Spui vernieuwd. De architect Anton J. Joling werd gevraagd een nieuwe poort te ontwerpen. Na de viering van het Mirakel van Amsterdam in 1907 werd begonnen met de voorbereidende werkzaamheden. De aanbesteding vond plaats in mei 1907. De bouw werd gegund aan Hillen & Roosen, dat toen nog geen tien jaar bestond. Joling vertoefde tijdens de bouw in het buitenland en collega-architect Jan Kuijt begeleidde daarom de bouw.

## Afbeeldingen

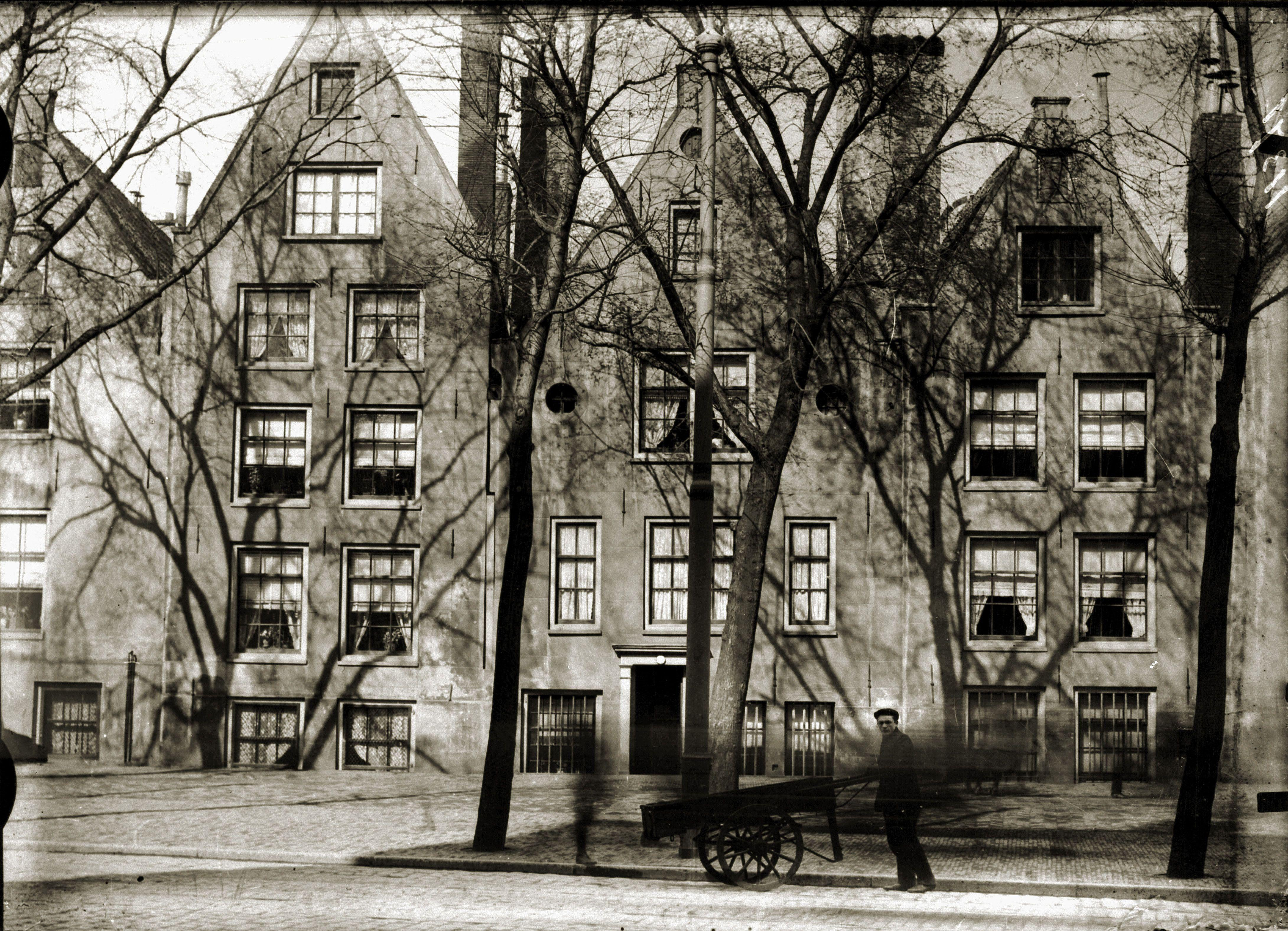
De oude toegangspoort vastgelegd door Breitner (1904)
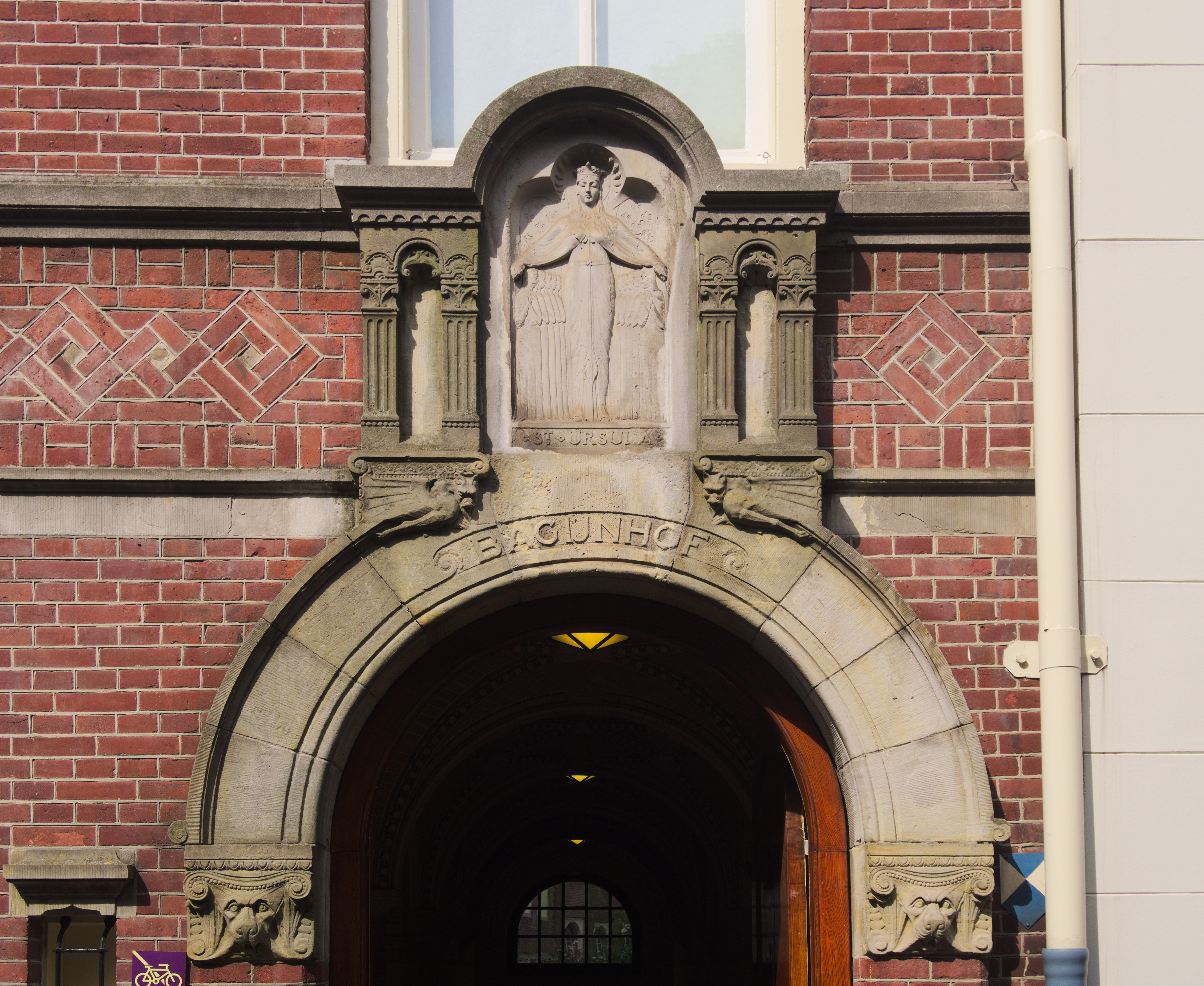
Sint Ursula met Bagijnhof (2016)
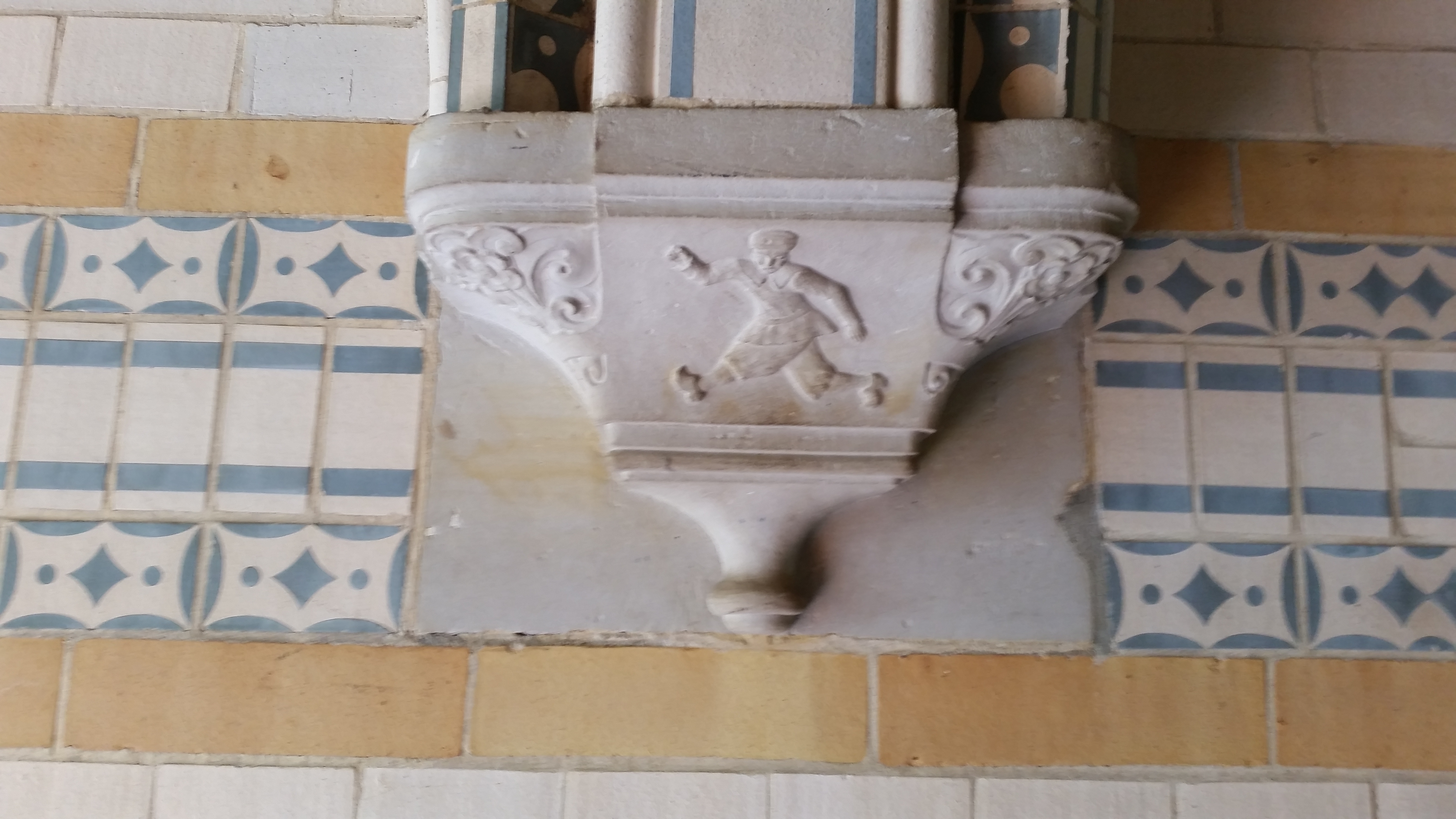
Steen met jongeman (2018)
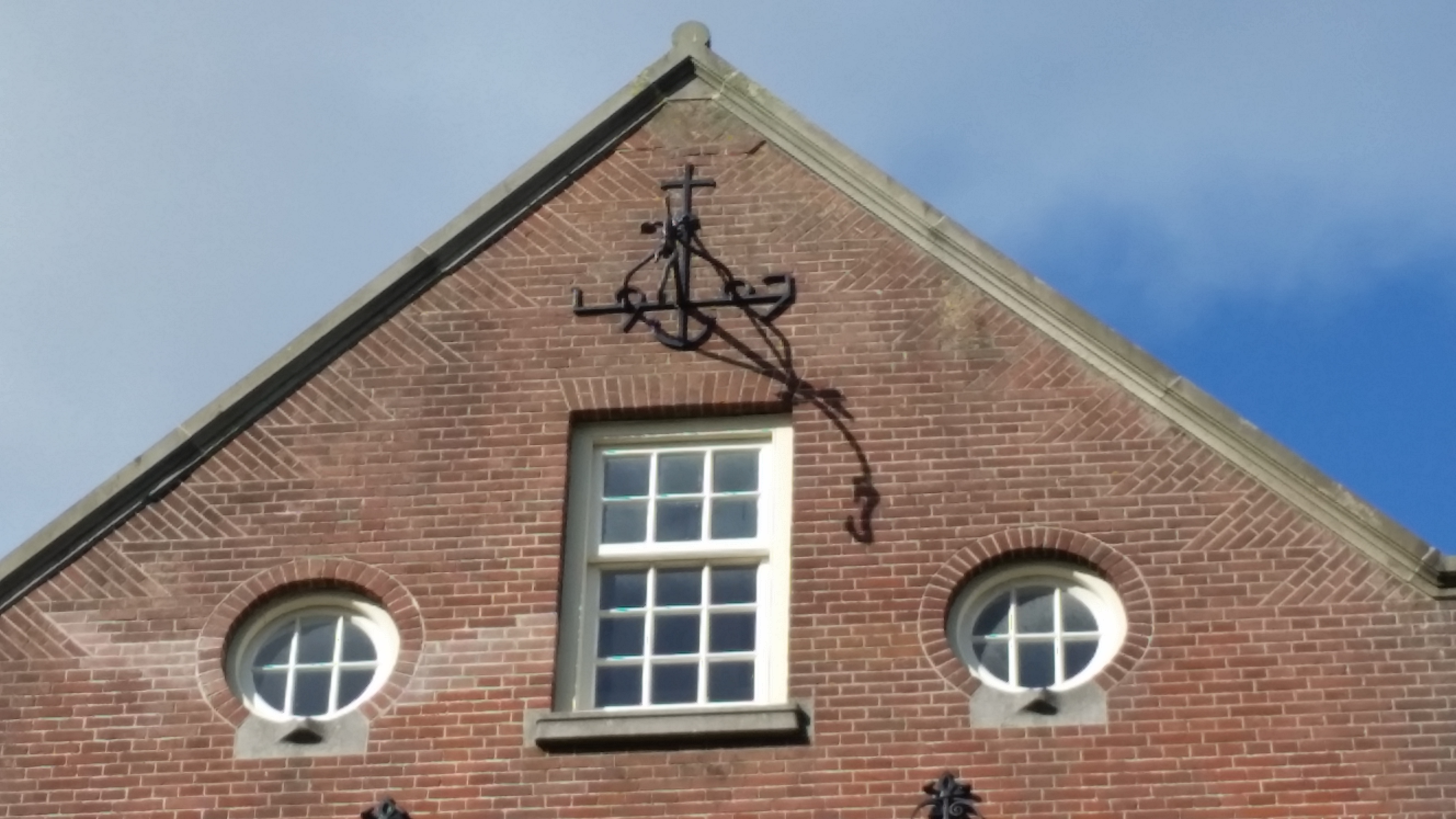
Anker en 1907 in voorgevel (2018)